# Belägringen av Riga (1700)
Belägringen av Riga påbörjades den 12 februari 1700, och var det första skedet i det Stora nordiska kriget. Genom två belägringar, 12 februari och 5 juli, försökte August II av Polen med hjälp av sina sachsiska trupper erövra staden från svenskarna för att därefter ta kontrollen över det "Svenska Livland". Belägringen misslyckades och Riga stod fortsatt i svenskarnas makt ända till den 4 juli 1710, då Peter I med sin ryska armé lyckades inta staden i belägringen av Riga 1710.

## Försvaret av Riga
Erik Dahlbergh, generalguvernör av det Svenska Livland och försvarare av Riga, hade under det senaste året misstänkt ett nära anfall mot staden på grund av förstärkta sachsiska trupper utanför Livlands gränser, och hade därför påbörjat en noggrann upprustning av Rigas försvar. Bland annat hade han låtit bränna ner en förstad utanför murarna på floden Dünas högra strand, vilket i längden annars skulle bistå fienderna med proviant. Runt 3 400 man hade även gjorts stridsklara inför den misstänkt inkommande faran.

## Den första belägringen

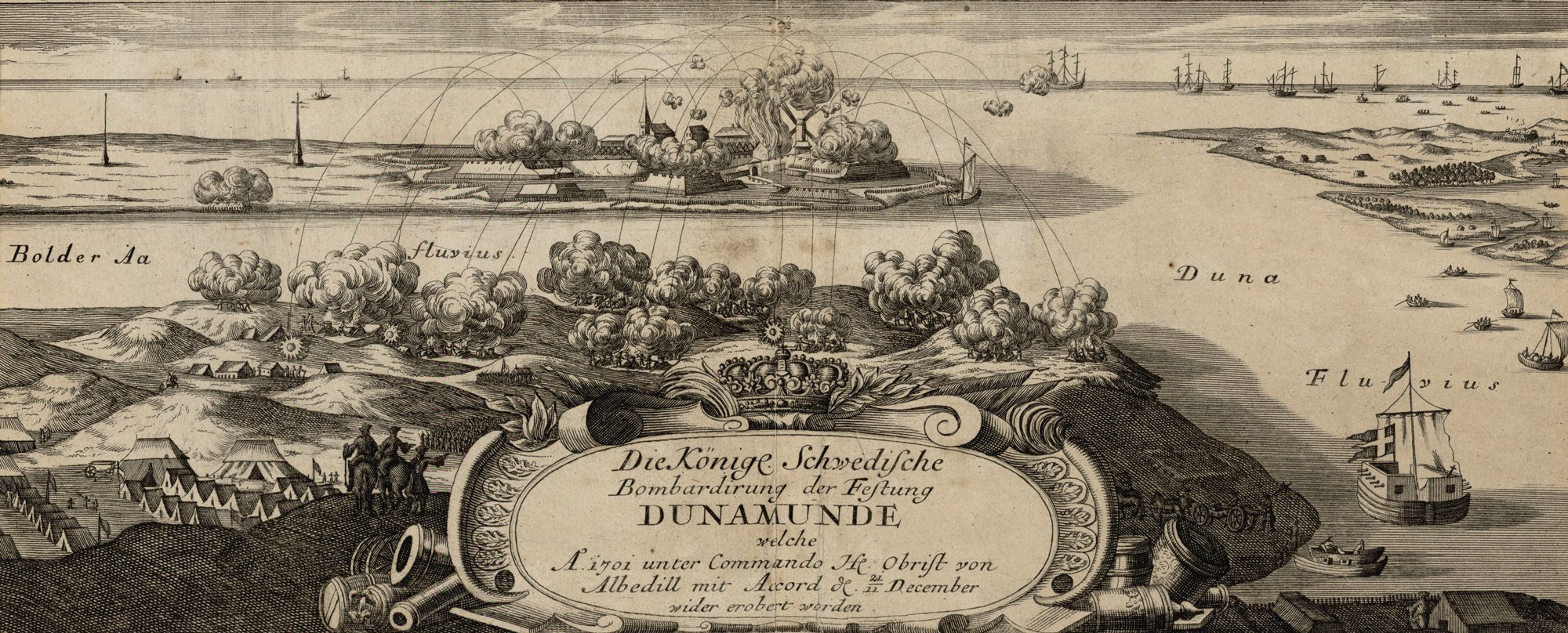
Svenskarna bombarderar Dünamünde, 1701

Den 11 februari 1700 anlände tolv stora täckta slädar till en svensk ryttarpostering vid byn Olaine, söder om Riga, eskorterade av ungefär 80 sachsiska dragoner. Vagnarna uppgavs innehålla bagage tillhörande den sachsiska generalmajoren Georg Karl von Carlowitz vilken var på väg till Moskva, men den svenske befälhavaren, ryttmästaren Diederichsen, lät sig inte bli lurad och beordrade männen att stanna vagnarna för en genomsökning: de visade sig innehålla vapen, stormstegar och handgranater. Det uppstod tumult och ryttmästaren sköt upp röda raketer som en varningssignal till Riga. I nästa ögonblick angreps de 20 svenska ryttarna av sachsarna med värjor och pistoler. Efter en hård strid övermannades svenskarna, som var tvungna att ge sig av. Sachsarnas krigslist hade därmed misslyckats: planen var att ta sig in i Riga och öppna portarna för en intågande sachsisk armé på 12 000 fotfolk och 600 dragoner. Detta blev startskottet för det Stora nordiska kriget, som kom att pågå i mer än 20 år framåt. 
Tidigt nästa morgon, den 12 februari, anlände den sachsiska styrkan under ledning av Jakob Heinrich von Flemming till Riga och påbörjade belägringen. Först var det tänkt att ta Riga med överraskning, men efter att detta hade misslyckats inringade de istället staden; dock gjordes inga större stormningsförsök, eftersom de nästan helt saknade dugligt artilleri som kunde understödja dem. De väntade istället på ett vida större förband under ledning av August II och Johann Patkul som var på intågande med belägringskanoner. 350 livländska ryttare lyckades under tiden att bryta sig igenom sachsarnas linjer för att ansluta sig till Erik Dahlbergh och hans försvarare.

### Anfallet mot Dünamünde
Även sachsarna gjorde framsteg genom att den 14 mars(SS), ha tvingat den svenska fästningen Dünamünde,  vid flodmynningen till att kapitulera efter tappert motstånd under kommendanten Gotthard Wilhelm von Budberg, med sina 500 soldater ursprungligen från Nylands infanteriregemente. De hade tidigare den 12 mars slagit tillbaka ett stormningsförsök av tre infanteri och ett dragonregemente sachsare under ledning av generalmajor Carlowitz, vilket kostade dem "248 i döda och ytterligare 435 i sårade". Fästningen återerövrades sedan av svenskarna år 1701.

### Första belägringen avbryts den andra påbörjas
I maj samma år övergavs belägringen efter att sachsarna fått vetskap om en intågande svensk understödsstyrka på 3 200 finska soldater under ledning av generalmajoren Georg Johan Maidel, och de tvingades fly över floden Düna mot polskt territorium. Ställningen blev återigen ljus för svenskarna och det dröjde inte förrän till den 5 juli, innan ett nytt fiendeförband syntes: den intågande sachsiska förstärkningsstyrkan med August II och Johann Patkul i ledning. Nu avsevärt större än innan, med upp till 18 000 soldater och starka artilleripjäser påbörjades belägringen på nytt, och den svenska fältarmén, Georg Johan Maijdels soldater, retirerade norrut.

## Den andra belägringen

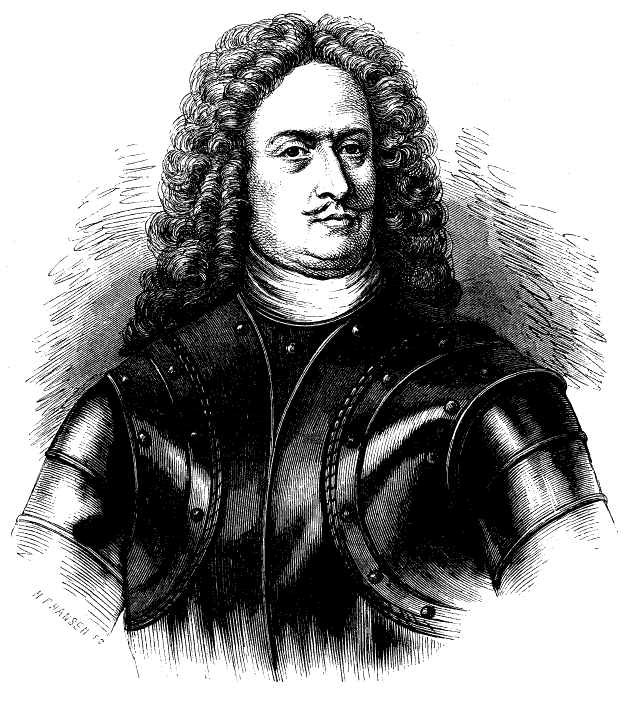
Erik Dahlbergh

Efter att ha slagit tillbaka en annan svensk understödsstyrka om 3 000 man, under ledning av general Otto Vellingk, som valde att ta strid med de inkräktande trupperna, kunde August II den 26 juli påbörja belägringen på riktigt. Han utförde en spaning efter Rigas svaga befästningspunkter och krävde senare en kapitulation senast inom sex dagar, annars skulle bombardemanget ta fart. Men den då 74-årige Erik Dahlbergh vägrade och visade fortsatt ett stort mod. Den 28 augusti påbörjades artillerielden som orsakade stora skador på Riga, och August förväntade sig snarast en kapitulation. Trots detta vägrade återigen Dahlbergh, som försvarade befästningen väldigt listigt. 
Vid denna tid hade Sveriges ärkefiende Danmark blivit slagna ut ur trippelalliansen genom landstigningen vid Humlebæk och Karl XII, Sveriges konung, samlade nu en armé i södra Sverige för att planenligt skeppas över mot Livland och understödja det belägrade Riga. Detta lär ha varit en av orsakerna till att August II plötsligt den 8 september 1700 avbröt belägringen och drog sig tillbaka mot Polen. En annan orsak kan ha varit att Rigas uthållighet helt enkelt varit för tidspressande för August att han inte såg något annat alternativ. Enligt en rysk version, ska Rigas köpmän, som handlade med varor mellan England och Holland, varit rädda för en stor förlust i och med bombardemanget och istället betalat August den starke med en viss summa för att denne skulle avbryta belägringen.
Riga stod fortsatt i svenska händer fram till 1710, då en rysk styrka erövrade staden i belägringen av Riga 1710.